# 普鲁韦
普鲁韦（法語：Prouvais，法語發音：[pʁuvɛ]）是法国上法蘭西大區埃纳省的一个市镇，属于拉昂区。

## 地理
普鲁韦（49°27'50"N, 3°58'29"E）面积18.22 平方千米，位于法国上法蘭西大區埃纳省，该省份为法国北部内陆省份，北起北部省，西接索姆省和瓦兹省，东临阿登省和马恩省，西南至塞纳-马恩省，东北部与比利时接壤。
与普鲁韦接壤的市镇（或旧市镇、城区）包括：阿米方丹、拉马尔迈松、普罗维瑟和普莱努瓦、埃纳河畔新城。

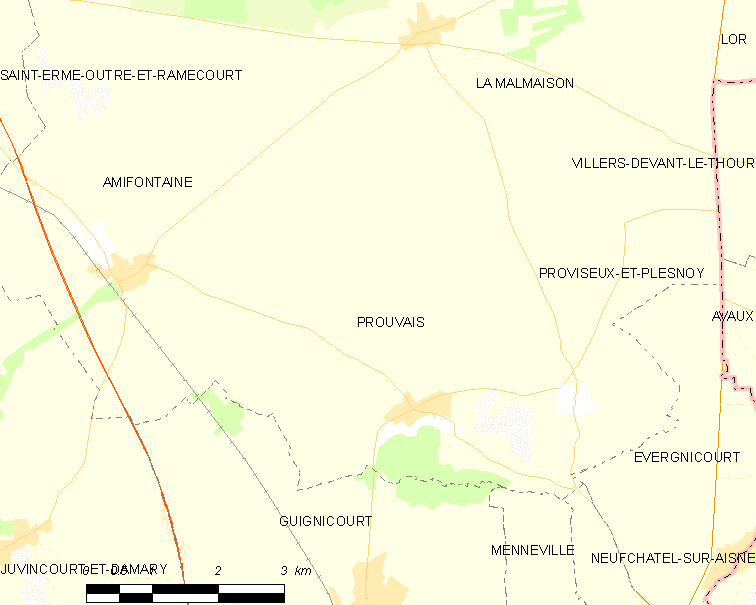
普鲁韦的OSM定位图

普鲁韦的时区为UTC+01:00、UTC+02:00（夏令时）。

## 行政
普鲁韦的邮政编码为02190，INSEE市镇编码为02626。

## 政治
普鲁韦所属的省级选区为埃纳河畔新城县。

## 人口

1962-2008年间普鲁韦人口变化图示

普鲁韦于2022年1月1日时的人口数量为339人。